# 朝阳沟镇
朝阳沟镇，是中华人民共和国黑龙江省大庆市肇州县下辖的一个乡镇级行政单位。

## 行政区划
朝阳沟镇下辖以下地区：
朝阳沟社区、文林村、共进村、团结村、中强村、爱国村、发展村、保林村、利强村和东兴村。